# ニョミとミユキのペパーミントタイム
ニョミとミユキのペパーミントタイムは、静岡放送（SBSラジオ）で1987年10月10日から1992年10月2日まで放送されていたラジオ番組。

## 概要
パーソナリティは、共に当時のSBSアナウンサーで、1987年4月入社同士の同期であった、ニョミこと鈴木 如巳（すずき ゆみ）とミユキこと木曽 美雪（きそ みゆき）。局としては、最初この番組は「実験的番組」であったという。
トークのBGMなど、番組全編にわたってダンサブルな音楽が流れ、おしゃれと言われたジングルが本番組の特徴。最初は「二人が暮らすマンション」のセットをスタジオ内に作り、その暮らしの中から生まれる超プライベートな話題とトークを送るという演出が成され、女子の雑談風の雰囲気で進行されていた。なお、本番組のオープニングテーマ曲は特に無かった。
本人たちによると、最初は「都会感覚あふれる知的でさわやかなトーク番組」というコンセプトということだったが、初回からこのコンセプトは「ぶち壊し」で「ギャグが99％という感じで、性格がもろに出ちゃった」と話している。そして当初本番組が予定していた路線が大きく外れたことが大ウケとなって評判となり、180度路線を変えることになった。このようにトークの内容はきわどい話のやり取りが多かったともされ中には『ショートストーリーギャグ』や危ない表現のトークもあった『危ない恋のお話』などエッチな雰囲気のコーナーもあった。そして二人の芸域は「AV女優顔負け」とも言われた喘ぎ声、悶え芸にも広がっていったとされている。このような放送にPTAから抗議のはがきをもらったこともあったという。木曽はこの番組のトークについて「ニョミがツッコミで私がボケ、漫才のボケとツッコミでやってます」と話している。アイドルデュオ・Winkがブレイクしてからは、自分たちを「SBSのWink」と名乗っていた。
この二人で作詞した初オリジナル曲『リップス1404』を1988年に発表し、歌手デビューを果たした。その後もオリジナル曲第2弾『ペパーミント夏』を1990年に発表。1991年7月にはこれらオリジナル曲13曲が収録されたCDを完成させたが、市販はされず、番組からのプレゼント制（番組にCD入手希望のはがきを送ったリスナーに贈られた）ということにしていた。
放送時間は移動が多く、1990年9月までは4月・10月の改編ごとに移動を繰り返していた。1988年4月〜同年9月の6か月間のみ、月曜〜金曜の帯番組で放送されていた。1989年12月30日には、本番組の年末特番として『年忘れニョミとミユキのペパーミントタイム』（19:00 - 21:00）を放送した。
本番組の公開録音も頻繁に開催され、多い時で月2回行われた。以下の他にも多数の公録の開催があった。
- 引佐郡三ヶ日町（現・浜松市浜名区）- 1989年10月22日実施、10月27日放送[8]
- 御殿場市「御殿場農業祭」- 1989年11月11日実施、11月26日放送[9]
- 清水市（現・静岡市清水区）- 東海日産清水営業所にて1990年2月11日実施、2月13日放送[10]
- 1990年6月10日に『ペパーミントタイムスペシャル』公開録音を実施[11]
他

公開録音の場では二人で『恋のバカンス』などの持ち歌を歌って踊りまくったり、ユーロビート系の曲に『犬のおまわりさん』の歌詞を乗せて歌うなどやりたい放題だったということで、当時のアイドル歌手と同様にフリフリの衣装を着て、全ての曲にオリジナルの振り付けをしていたと話している。この二人の活動は営業イベントとしても、成功して大きな売り上げ実績を収め続けた点が評価され、第15回（1989年度）のアノンシスト賞を受賞。1991年8月にはJNNのキー局・TBSの『筑紫哲也 NEWS23』に採り上げられ、同番組の放送を通じて二人が全国にお披露目された。
なお、この二人は仕事以外では一緒に食事もしたことがない関係だったという。
本番組終了後、SBSの新人女子アナウンサーが数人一緒に出演する構成の番組は、直後の1992年10月からスタートした『マーブルキャンディーズ』（出演：石川央子、首藤美貴、鈴木美佳、橋本奈都江　1994年3月まで）に受け継がれている。

## 放送時間の変遷
- 土曜日 20:00 - 21:00 （1987年10月10日〜1988年3月）
- 月曜〜金曜 23:30 - 23:55 （1988年4月〜1988年9月）
- 土曜日 20:00 - 21:00 （1988年10月〜1989年3月）
- 金曜日 21:00 - 22:30 （1989年4月〜1989年9月）
- 土曜日 20:00 - 21:00 （1989年10月〜1990年3月）
- 金曜日 22:00 - 22:30 （1990年4月〜1990年9月）
- 木曜日 22:00 - 22:30 （1990年10月〜1992年3月）
- 金曜日 23:00 - 23:30 （1992年4月〜1992年10月2日）

## 主なコーナー
- キャッチトーク[12]
- 危ない恋のお話[12][13]
- ポエム[12][13]
- 占い代行いたします[12]
- 夢分析[12]
- ペパ語クイズ
ある言葉の母音を残し、子音を「p」の音に変えて「パピプペポ」だけで会話（例：「しずおかにきてね」→「ピプポパピピペペ」）したり、何という言葉を言ったのかを当てるコーナー[3]。
- リスナーと電話で直接話すコーナー
曲がかかっている間に行う。しかし放送では曲が聴こえてくるだけで、電話での会話は放送では流れずシークレットとなっていた[3]。
- ハモリング
中学生から声楽家志望で高校生時代は音楽部でオペラの毎日、大学は武蔵野音楽大学声楽科という木曽の才能を活かしたコーナーで、リスナーからのリクエスト曲を二人で一緒にハーモニーを奏でて歌う。後期の本番組はこのようにレコードやCD一切使わず、自分たちで全部歌ってリクエストに応えていた[2]。